# Guernésiais
Guernésiais är ett romanskt språk som talas på ön Guernsey. Det finns någon ömsesidig begriplighet med jèrriais. De båda kan anses vara dialekter av franska. Enligt folkräkning år 2001 hade språket 1 327 talare, vilket är cirka 2 % av Guernseys befolkning, talar flytande guernésiais. I dagens läge har antal talare minskat och största delen av talarna är över 65 år gamla.. Språket anses vara hotat.